# Hot N Cold
"Hot N Cold" je dance-pop pjesma američke pjevačice Katy Perry. Objavljena je kao drugi singl s njenog drugog studijskog albuma One of the Boys 30. rujna 2008. u izdanju Capitol Recordsa.

## O pjesmi
Perry je održala televizijsku prmijeru pjesme u NBC-jevoj emisiji Today show 29. kolovoza 2008. U intvervjuu za Radio 1 izjavila je da je "Hot N Cold" prateća pjesmu hita "I Kissed a Girl". Postoje tri cenzurirane radijske verzije pjesme: u prvoj riječ "bitch" zamijenjena je riječju "chick", u drugoj zamijenjena je riječju "girl" a u trećoj je riječ "bitch" je u potunosti zamućena. Pjesmu je uživo izvela na dodjeli MTV-jevih europskih nagrada, gdje je ujedno bila i voditeljica. Jedan od remikseva pjesme korišten je u igri Tap Tap Revenge za iPhone. Pjesma se našla i na soundtracku za igru Sims 2: Apartment Life kao i na soundtracku filma Prisila na brak. Pjesma je korištena i za promociju drame Out of the Blue. Britanski ska satsav Kid British obradio je pjesmu za EP iTunes Live: London Festival '09.

## Kritički osvrti

### About.com
Mnogi su se pitali može li Katy Perry naći dobru pjesmu koja će nasljediti hit "I Kissed a Girl". "Hot N Cold" ne ostavlja sumnje da će Perry svoj status čuda jednog hita ostaviti u prašini. Uspjeh drugog singla će zasigurno nadmašiti uspjeh prvog.

### Digital Spy
Bilo da ljubi djevojke, skače iz torte ili pozira s noževima, Katy Perry zna kako privući pozornost. Svaki publicitet je dobar publicitet, a Perry se veseli zaradi s objavom singla "Hot N Cold". Držeći se popa koji se temelji na Avril Lavigne i Pink ova je pjesma jednostavno za svoju pjevačicu. Vatren tekst pjesme i pomućen pop pristaju Perrynom karakterističnom vokalu i osiguravaju popularnost pjesme na radijskim programima na kojima je bila popularna i pjesma "I Kissed a Girl". Voljeli vi to kod Perry ili ne, izgleda da neće prestati s time.

## Popis pjesama
Britanski CD singl
1. "Hot N Cold" (albumska verzija)
2. "Hot N Cold" (Innerpartysystem remix)

Njemački digitalni download
1. "Hot N Cold" (albumska verzija)
2. "Hot N Cold "(Bimbo Jones remix)
3. "Hot N Cold" (Manhattan Clique remix)

Amrički digitalni EP
1. "Hot N Cold" (Innerpartysystem remix)
2. "Hot N Cold" (Bimbo Jones remix radio edit)
3. "Hot N Cold" (Manhattan Clique remix)
4. "Hot N Cold" (Yelle remix)

Promotivni CD
1. "Hot N Cold" (albumska verzija)
2. "Hot N Cold" (Promo Only clean edit)
3. "Hot N Cold" (rock mix)

## Videospot
Videospot za pjesmu snimljen je pod redateljskom palicom Alana Fergusona. Video počinje scenom vjenčanja gdje se Perry pristane udati, a njen budući suprug odugovlači s odgovorom. Zatim mu Perry počne pjevati u crkvi, on bježi s vjenčanja, ali Perry ga naganja. Ubrzo Perry ukrade rozi bicikl te ga nastavi naganjati i završe u klubu gdje Perry nastupa. Alexander, njen budući suprug, pobjegne iz kluba na stražnji izlaz, ali ga Perry dočeka na krovu nekog crnog automobila okružena mladenkama s bejzbolskim palicama. Perry se spusti s automobila, približi mu se, i počne mu pjevati. On ponovno pobjegne, ali ga Perry i ostale djevojke natave naganjati po gradu na bickilima. Zatim on uzme mobitel da pozove nekoga, najvjerojatnije policiju, međutim Perry se nalazi na zaslonu mobitela i ponovno mu pjeva, plačući. Zatim se Perry nalazi iza neke zgrade gdje ponovno pleše, ali na sebi više nema vjenčanicu, kao ni ostale djevojke. Nakon plesa Alexander padne na pod, a Perry mu dođe sa zebrom. Na kraju videa ponovno se nalaze u crkvi te Alexander pristane oženiti Perry.

## Top liste
| Top liste (2008.)     | Najviša pozicija |
| --------------------- | ---------------- |
| Australija            | 4                |
| Austrija              | 1                |
| Belgija (Flandrija)   | 2                |
| Belgija (Valonija)    | 1                |
| Kanada                | 1                |
| Danska                | 1                |
| Nizozemska            | 1                |
| Europa                | 1                |
| Finska                | 1                |
| Njemačka              | 1                |
| Hrvatska              | 3                |
| Mađarska              | 1                |
| Irska                 | 3                |
| Italija               | 2                |
| Novi Zeland           | 5                |
| Norveška              | 1                |
| Rusija                | 1                |
| Švedska               | 2                |
| Švicarska             | 1                |
| UK                    | 4                |
| SAD Billboard Hot 100 | 3                |
| SAD Pop Songs         | 1                |

### Godišnje top liste
| Top liste (2008.) | Najviša pozicija |
| ----------------- | ---------------- |
| Hrvatska          | 49               |

## Singl u Hrvatskoj
| Tjedan   | 43 | 44 | 45 | 46 | 47 | 48 | 49 | 50 | 51 |
| -------- | -- | -- | -- | -- | -- | -- | -- | -- | -- |
| Pozicija | 43 | 22 | 17 | 8  | 5  | 3  | 8  | 19 | 40 |

## Certifikacije
| Država      | Certifikacija  | Prodaja   |
| ----------- | -------------- | --------- |
| Australija  | 2 x platinasta | 140.000   |
| Austrija    | zlatna         | 15.000    |
| Belgija     | zlatna         | 15.000    |
| Danska      | 2 x platinasta | 60.000    |
| Kanada      | 6 x platinasta | 240.000   |
| Njemačka    | zlatna         | 150.000   |
| Novi Zeland | platinasta     | 15.000    |
| Španjolska  | zlatna         | 20.000    |
| Švicarska   | platinasta     | 20.000    |
| UK          | zlatna         | 400.000   |
| SAD         | 3× platinasta  | 3.900.000 |